# Sterowiec półszkieletowy

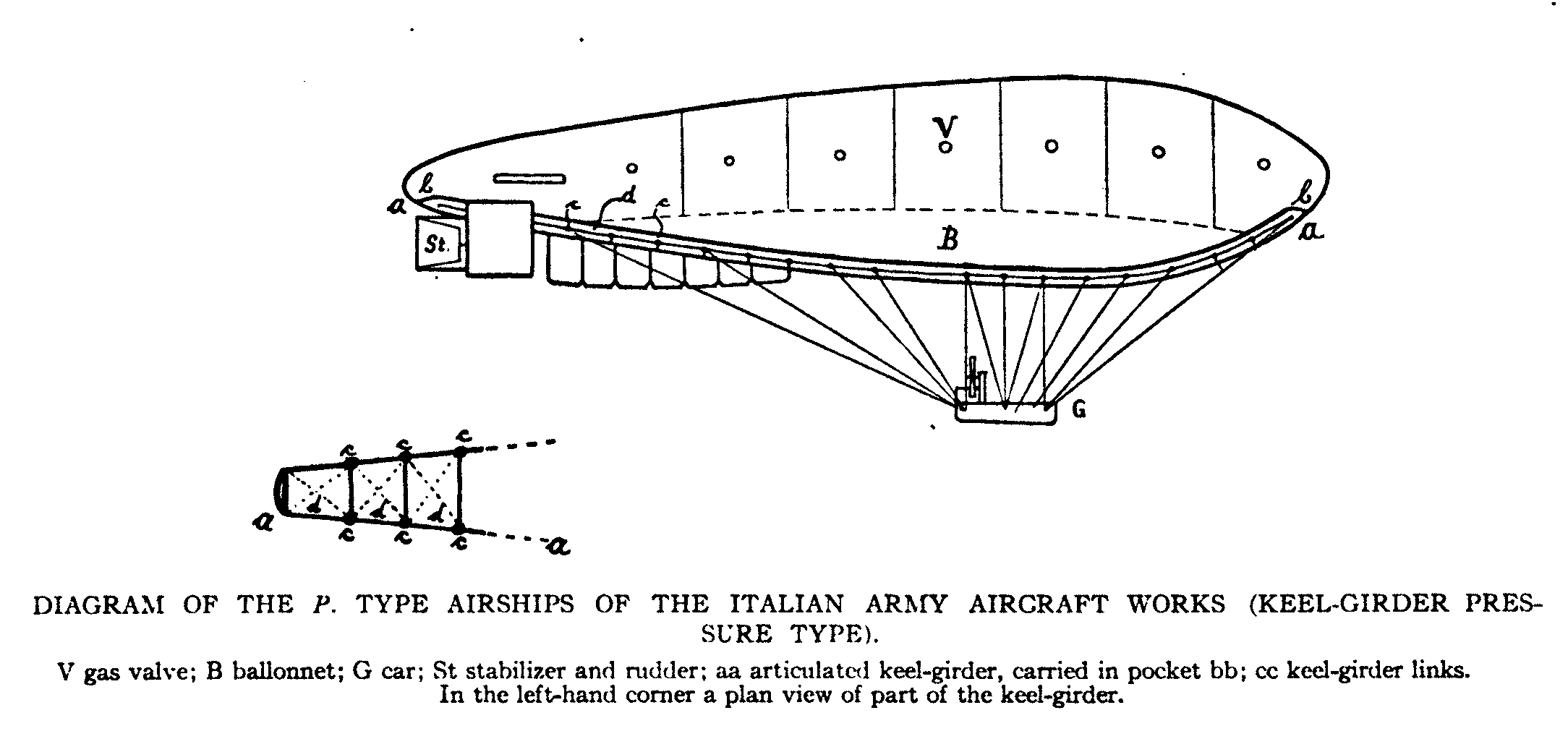
Schemat sterowca półszkieletowego:
B – balonet
a-a – kil w postaci kratownicy umieszczonej w kieszeni (b-b) w powłoce
c – łączniki powłoki ze szkieletem (schemat kratownicy w lewym dolnym rogu)
S – ster i stateczniki
G – gondola
V – zawór do wypuszczania gazu

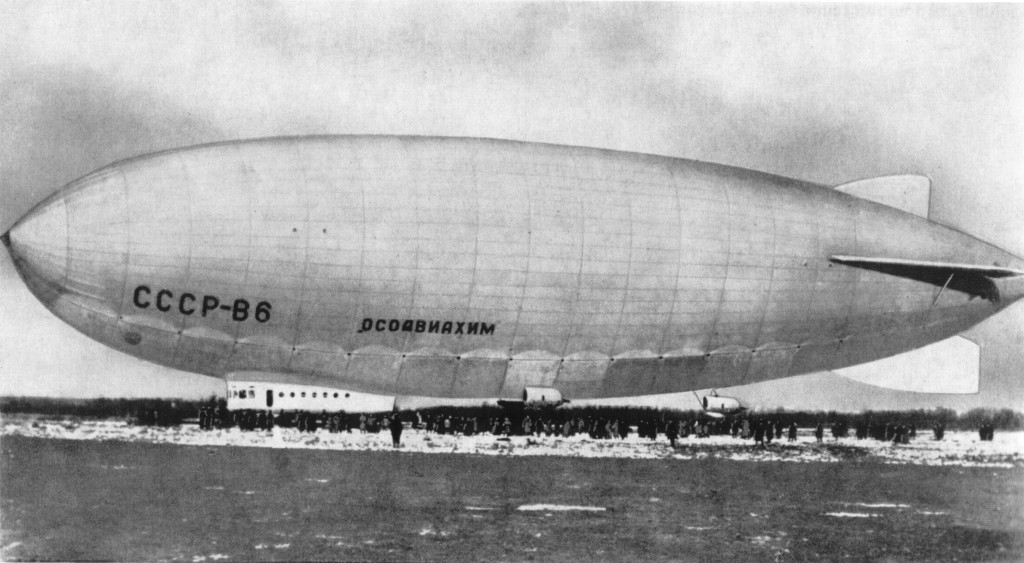
Sterowiec półszkieletowy W-6 Ossoaviachim

Sterowiec półszkieletowy – rozwiązanie pośrednie między sterowcem szkieletowym a ciśnieniowym. Zastosowanie kratownicy, umieszczonej wzdłuż dolnej części powłoki, usztywnia sterowiec, zmniejszając jego podatność na odkształcenia w locie, co zdarza się w wypadku sterowców ciśnieniowych.
Sterowce półszkieletowe mogą być konstrukcjami większymi od sterowców ciśnieniowych, bo choć kratownica zwiększa ich ciężar, to usztywnienie powłoki pozwala na zwiększenie jej objętości, co umożliwia zwiększenie też masy użytecznej. Kratownica jest na ogół stalowa lub duraluminiowa i biegnie wzdłuż całego kadłuba, przenosząc wszystkie obciążenia i równomiernie je rozprowadzając. Miękka powłoka służy jako przestrzeń gazowa – zazwyczaj zawiera balonety, pozwalające na poprawę sztywności powłoki, przez zwiększenie ciśnienia tłoczonego do nich powietrza, oraz komory gazowe, zawierające gaz nośny. Powłoka ma wszyte linki metalowe, służące do łączenia jej z kratownicą.
Pod sterowcem montuje się jedną lub więcej gondolę pasażerską, ładunkową, silnikową. Na końcu pojazdu umieszcza się stateczniki i powierzchnie sterowe.

## Przykładowe sterowce półszkieletowe
- Italia
- Norge